# 戈加普尔
戈加普尔（Gogapur），是印度中央邦Ujjain县的一个城镇。总人口6371（2001年）。

## 人口
该地2001年总人口6371人，其中男性3247人，女性3124人；0—6岁人口1032人，其中男513人，女519人；识字率64.87%，其中男性为75.52%，女性为53.81%。